# أرادو إي.560
كانت أرادو إي.560 قاذفة تكتيكية نفاثة متوسطة المدى متعددة المحركات من إنتاج شركة أرادو، تم العمل عليها خلال الحرب العالمية الثانية.

## تاريخ
كانت تصاميم Arado E.560 تطويرًا يعتمد على طائرة Arado 234، وهي تشترك معها في بعض الخصائص.
لم ينجُ من تصاميم طائرة إي.560 سوى أربعة تصاميم، أما التصاميم المتبقية فهي غير معروفة. باستثناء طراز واحد كان يعمل بالمروحة، كان من المقرر أن تعمل التصاميم الثلاثة الأخرى من طراز إي.560 بمحركات نفاثة. لقد تم تجهيزهم جميعًا بعجلات ثلاثية قابلة للارتفاع إلى الداخل. لم يتقدم مشروع إي.560، مثل العديد من مشاريع القاذفات النفاثة الألمانية المتطورة الأخرى، إلى ما بعد مرحلة التصميم.  

## الأنواع
كانت جميع طرازات أرادو إي.560 مزودة بمقصورة قيادة مضغوطة لطاقم مكون من شخصين، وتكون موجودة في الطرف الأمامي من جسم الطائرة. 

### أيه أر أي.560 4
مشروع قاذفة قنابل تعمل بأربعة بمحركات نفاثة. كانت الأجنحة متجهة للخلف.
البيانات من Dieter Herwig & Heinz Rode, The Luftwaffe Secret Projects: Strategic Bombers 1935–1945. Midland Counties Publ. (ردمك 978-1857800920)
الخصائص العامة
- طاقم: two
- طول: 19.1 م (62 قدم 8 بوصة)
- باع الجناح: 18 م (59 قدم 1 بوصة)
- ارتفاع: 5.4 م (17 قدم 9 بوصة)
- مساحة الجناح: 48 م2 (520 قدم2)
- الوزن الإجمالي: 17,000 كـغ (37,479 رطل)
- محركات: 4 × بي ام دبليو 003E Turbojet engines

أداء
- السرعة القصوى: 900 كم/س (559 ميل/س؛ 486 عقدة)
- مدى: 2,300 كـم (1,429 ميل؛ 1,242 nmi)

تسليح

- مدفع رشاش: 2 fixed 30 mm MK 103 guns at the cockpit end and 2 periscope operated 30 mm MK 103 guns at the tail end
- القنابل: 3,000 kg

### أيه أر أي.560 بيه تي إل
مشروع قاذفة أصغر بمحركين يعملان بالطاقة التوربينية. لقد كانت لها أجنحة إلى الخلف.

### أيه أر أي.560 8
مشروع قاذفة قنابل مزودة بستة محركات تعمل بالطاقة النفاثة. لقد كانت لها أجنحة إلى الخلف.
البيانات من Dieter Herwig & Heinz Rode, The Luftwaffe Secret Projects: Strategic Bombers 1935–1945. Midland Counties Publ. (ردمك 978-1857800920)
الخصائص العامة
- طاقم: two
- طول: 18 م (59 قدم 1 بوصة)
- باع الجناح: 23.2 م (76 قدم 1 بوصة)
- ارتفاع: 3.95 م (13 قدم 0 بوصة)
- محركات: 6 × بي ام دبليو 003 Turbojet engines

أداء
- السرعة القصوى: 920 كم/س (572 ميل/س؛ 497 عقدة)
- Combat range: 3,400 كـم (2,113 ميل؛ 1,836 nmi)

تسليح

- القنابل: 3,000 kg

### أيه أر أي.560 11
مشروع قاذفة بأربعة محركات تعمل بمحركات نفاثة. ولديها أجنحة إلى الخلف.